# Тракієць
Тракі́єць (болг. Тракиец) — село в Хасковській області Болгарії. Входить до складу общини Хасково.

## Населення
За даними перепису населення 2011 року у селі проживали 530 осіб.
Національний склад населення села:
| Національність   | Кількість осіб | Відсоток |
| ---------------- | -------------- | -------- |
| турки            | 288            | 58,8%    |
| болгари          | 196            | 40,0%    |
| цигани           | 0              | 0%       |
| Всього відповіли | 490            |          |

Розподіл населення за віком у 2011 році:
Динаміка населення: